# تياغو كارليتو
تياغو كارليتو (بالإنجليزية: Thiago Carleto)‏ (مواليد . 1989  م) هو لاعب كرة قدم، من البرازيل، ولد في ساو برناردو دو كامبو، يلعب كظهير أيسر لعب سابقاً في نادي الاتحاد السعودي .

## روابط خارجية
- تياغو كارليتو على موقع قاعدة بيانات كرة القدم.إي يو (الإنجليزية)
- تياغو كارليتو على موقع Soccerway.com (الإنجليزية)
- تياغو كارليتو على موقع عالم كرة القدم.نت (الإنجليزية)
- تياغو كارليتو على موقع AS.com (الإسبانية)